# Craig McKay
Craig McKay (* in Hudson Valley, New York) ist ein US-amerikanischer Filmeditor, Filmproduzent und Filmregisseur.

## Leben
Nachdem Craig McKay 1968 dem Editor Paul Jordan beim Filmschnitt von Endstation Mars assistierte, verbrachte er einige Jahre als Schnittassistent unter anderem für Evan A. Lottman bei Filmen wie Asphalt-Blüten und Der Exorzist. Mit dem Fernsehfilm Free to Be... You & Me von 1974 durfte McKay erstmals eigenverantwortlich einen Filmschnitt leiten. In den folgenden Jahren schnitt er daraufhin Filme wie Melvin und Howard und Reds von Warren Beatty, für den er 1982 mit einer Oscarnominierung für den Besten Schnitt bedacht wurde. Für den Film mussten McKay und Dede Allen ein Team von 64 Schnittassistenten delegieren, um die fünffache Menge des üblichen Filmmaterials bewältigen zu können. Seine zweite Oscarnominierung erhielt er für Das Schweigen der Lämmer von Jonathan Demme. Mit diesem wiederum verbindet ihn eine langjährige Zusammenarbeit, die Filme wie Die Mafiosi-Braut, Philadelphia und Der Manchurian Kandidat umfasst.
Craig McKay ist Mitglied der American Cinema Editors. 2019 erhielt er den ACE Career Achievement Award.

## Filmografie (Auswahl)
- 1968: Endstation Mars (Mission Mars, Schnitt-Assistenz)
- 1970: Blutsverwandte (Last of the Mobile Hot Shots, Schnitt-Assistenz)
- 1973: Asphalt-Blüten (Scarecrow, Schnitt-Assistenz)
- 1973: Der Exorzist (The Exorcist, Schnitt-Assistenz)
- 1974: Free to Be … You & Me
- 1977: Ich habe recht und du bist schuld (Thieves)
- 1978: Holocaust – Die Geschichte der Familie Weiss (Holocaust)
- 1980: Melvin und Howard (Melvin and Howard)
- 1981: Reds
- 1984: Swing Shift – Liebe auf Zeit (Swing Shift)
- 1986: Gefährliche Freundin (Something Wild)
- 1987: Ein Aufstand alter Männer (A Gathering Of Old Men)
- 1988: Die Mafiosi-Braut (Married to the Mob)
- 1989: Unter Druck (White Hot)
- 1989: Die Teufelin (She-Devil)
- 1990: Miami Blues
- 1991: Das Schweigen der Lämmer (The Silence of the Lambs)
- 1992: Wie ein Licht in dunkler Nacht (Shining Through)
- 1993: Philadelphia
- 1993: Sein Name ist Mad Dog (Mad Dog and Glory)
- 1996: Mütter & Söhne (Some Mother’s Son)
- 1997: Cop Land
- 1998: Für das Leben eines Freundes (Return To Paradise)
- 1999: Unschuldig verfolgt (A Map of the World)
- 2001: K-PAX – Alles ist möglich (K-PAX)
- 2002: Manhattan Love Story (Maid in Manhattan)
- 2004: Der Manchurian Kandidat (The Manchurian Candidate)
- 2004: Wie überleben wir Weihnachten? (Surviving Christmas)
- 2005: Alles ist erleuchtet (Everything is Illuminated)
- 2007: Awake
- 2008: Life in Flight
- 2009: Carriers
- 2009: Sin nombre
- 2010: Babys (Bébés)
- 2010: Die Lincoln Verschwörung (The Conspirator)
- 2013: The Saints – Sie kannten kein Gesetz (Ain’t Them Bodies Saints)
- 2013: Europa Report
- 2015: Der Fluch von Downers Grove (The Curse of Downers Grove)

## Auszeichnungen (Auswahl)
Oscar
- 1982: Bester Schnitt – Reds (nominiert)
- 1992: Bester Schnitt – Das Schweigen der Lämmer (nominiert)

BAFTA Award
- 1992: Bester Schnitt – Das Schweigen der Lämmer (nominiert)